# Półwysep Banksa

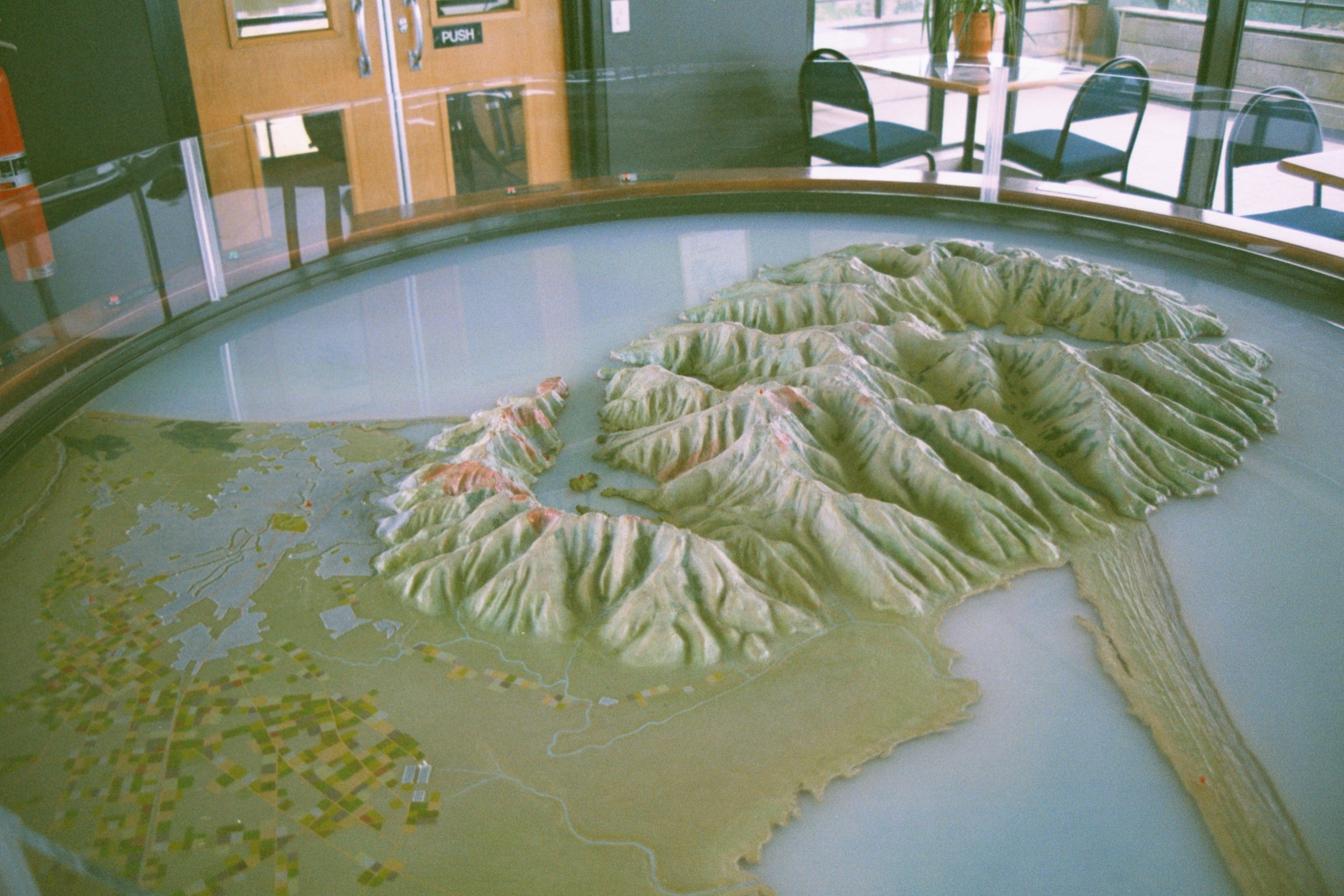
Model rzeźby Półwyspu Banksa ukazuje jego górzysty charakter odróżniający od pobliskiej niziny Canterbury

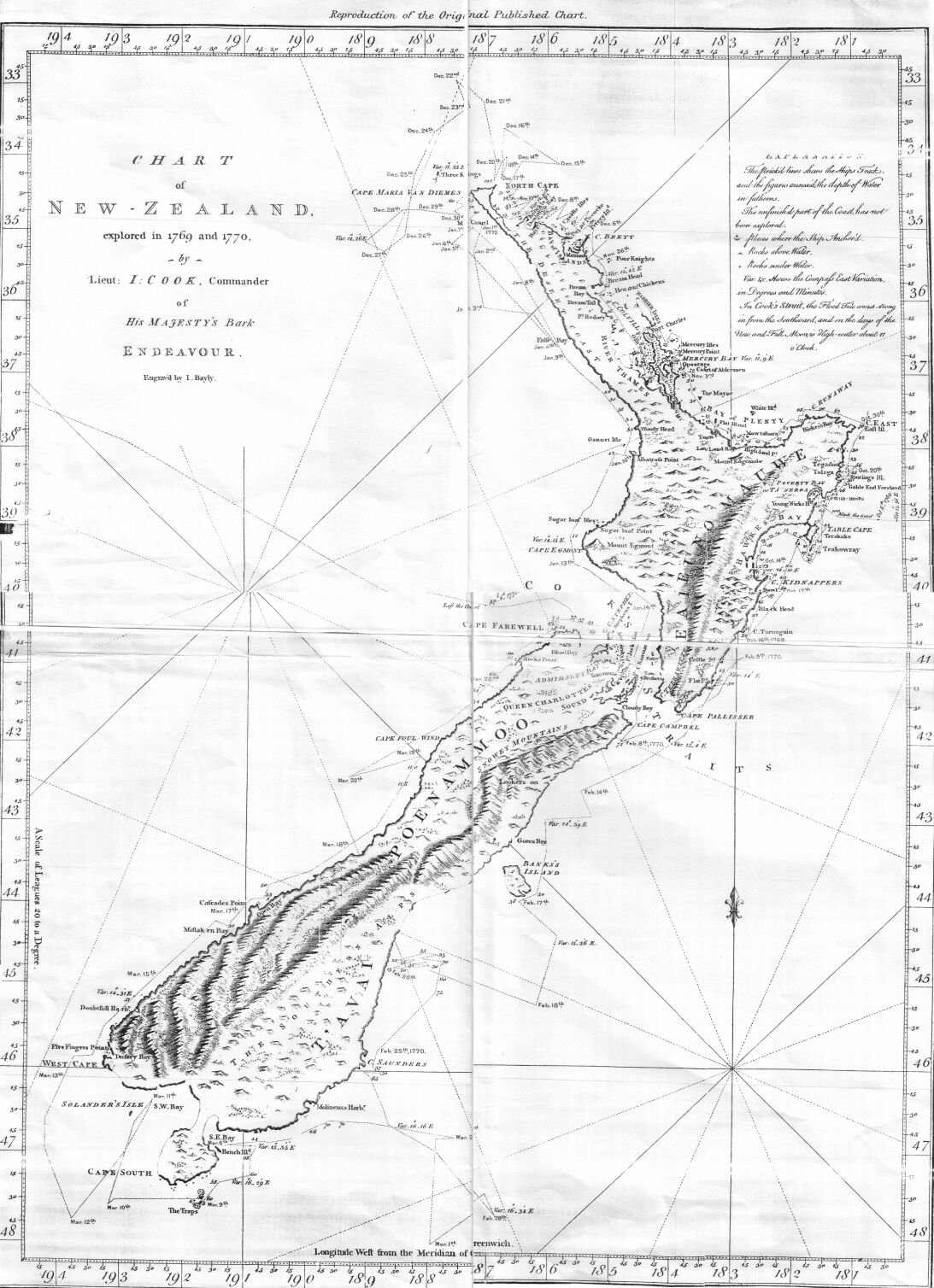
Mapa Nowej Zelandii Jamesa Cooka z 1770 z Półwyspem Banksa zaznaczonym jako wyspa

Półwysep Banksa (ang. Banks Peninsula) – półwysep na wschodnim wybrzeżu nowozelandzkiej Wyspy Południowej. Nazwany na cześć Josepha Banksa, angielskiego naturalisty, uczestnika wyprawy Jamesa Cooka. Ten ostatni uznał podczas wyprawy w 1770 Półwysep Banksa za wyspę – dopiero w 1809 odkryto jego rzeczywisty kształt.
Krajobraz półwyspu jest górzysty, poprzecinany licznymi zatokami. Zajmuje powierzchnię ok. 1150 km². Jego najwyższy szczyt to Mount Herbert wznoszący się na wysokość 919 m n.p.m.
Półwysep stanowi pozostałość dwóch wulkanów tarczowych Lyttelton i Akaroa, których kratery są obecnie zalane wodami oceanicznymi i tworzą zatoki wcinające się w półwysep. Wulkany te uformowały się około 8-11 mln lat temu w miocenie. Pierwotnie tworzyły one wyspę, która z czasem połączyła się ze stałym lądem na skutek odkładania się na nizinie Canterbury aluwiów pochodzących z erodowanych szczytów Alp Południowych.
Na północ od półwyspu położone jest miasto Christchurch. Sam półwysep zamieszkuje ok. 7,6 tys. ludności.
Na zachód od półwyspu znajduje się przybrzeżne jezioro Ellesmere.